# 塞列拉
塞列拉（法語：Serriera，法語發音：[sɛʁjɛʁa]）是法国南科西嘉省的一个市镇，属于阿雅克肖区。

## 地理
塞列拉（42°18'5"N, 8°42'30"E）面积37 平方千米，位于法国南科西嘉省，该省份位于科西嘉南部，后者为地中海西部的一座岛屿，也是法国的一个单一领土集体，位于法国大陆部分的东南面，意大利半島的西面，最临近的地块是撒丁岛。
与塞列拉接壤的市镇（或旧市镇、城区）包括：帕尔蒂内洛、奥塔、埃维萨。

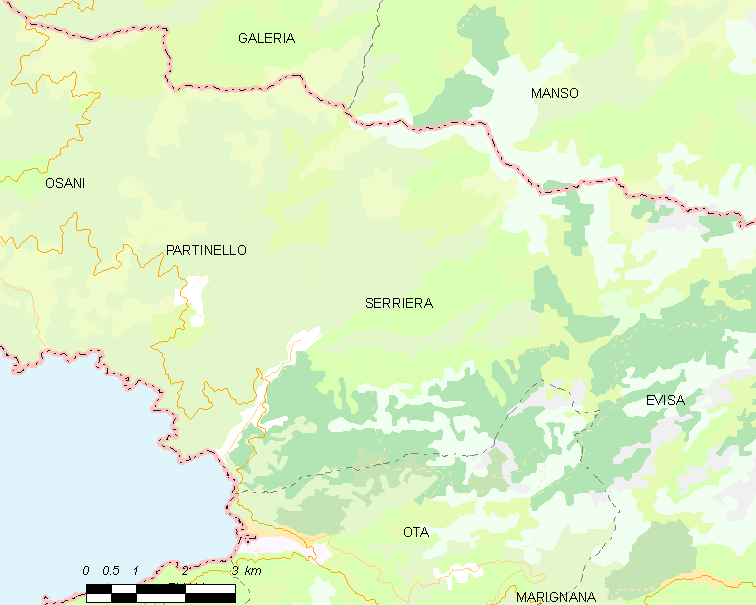
塞列拉的OSM定位图

塞列拉的时区为UTC+01:00、UTC+02:00（夏令时）。

## 行政
塞列拉的邮政编码为20147，INSEE市镇编码为2A279。

## 政治
塞列拉所属的省级选区为塞维-索鲁-奇纳尔卡县。

## 人口

1962-2008年间塞列拉人口变化图示

塞列拉于2022年1月1日时的人口数量为115人。